# Sigtrygg Silkiskegg
Sigtrygg II silkiskegg Olafsson (apodado barba sedosa; también Sihtric, Sitric y Sitrick en los textos irlandeses; o Sigtryg y Sigtryggr en los escandinavos; inglés: Sigtrygg Silkbeard) fue un caudillo hiberno-nórdico, monarca vikingo del Reino de Dublín entre 989 y 1036, con períodos en los que perdió el título de rey. Era miembro de la dinastía Uí Ímair, y algunos le consideran el último rey auténticamente vikingo de Irlanda. Fue capturado por los irlandeses durante las revueltas de Leinster de los años 999-1000 y forzado a someterse a Brian Boru, rey de Munster. Su familia estableció vínculos matrimoniales con los Boru, aunque durante las revueltas de 1012-1014 tomó partido por los líderes de Leinster. Tiene un importante papel en el relato irlandés del siglo XII Cogad Gáedel re Gallaib y en la saga islandesa del siglo XIII saga de Njál. Fue el principal líder nórdico en la batalla de Clontarf de 1014.
El reinado de Sigtrygg duró 46 años hasta su abdicación en 1036. Durante este largo período, sus ejércitos combatieron en cuatro de las cinco provincias de la Irlanda de la época. En particular, realizó una larga serie de incursiones depredadoras en territorios tan alejados unos de otros como Meath, Wicklow, el Ulster, y quizá alcanzó incluso las costas de Gales. También combatió a otros reyes nórdicos de Irlanda, especialmente a los de Cork y Waterford.
En 1029 peregrinó a Roma, y en 1038 fundó la Catedral de Christ Church en Dublín. Aunque durante su reinado la ciudad de Dublín llegó a atravesar serias dificultades, la ciudad acabó consolidándose como un importante centro de comercio. Falleció en 1042.

## Vida

### Familia
Sygtrygg provenía de una familia de ascendencia danesa e irlandesa. Era hijo de Olaf Cuaran o Kváran (Olaf de las Sandalias), rey de Jorvik (York), Dublín y de Gormflaith, hija del rey de Leinster Murchad mac Finn, y hermana de su sucesor Máel Mórda. Había estado casada previamente con el rey de Meath y Rey Supremo Máel Sechnaill, el primero de sus tres maridos. Era una mujer poderosa e intrigante y dotada de gran belleza e inteligencia. Tenía por hermanastro a Glúniairn, "rodilla de hierro", que también gobernó como rey de Dublín entre 980–989.
Solo se le imputa la posibilidad de un único heredero, Amlaíb mac Sitric (990 - 1030) que también ostentaba el título de rey de Dublín, pero fue asesinado durante una peregrinación a Roma. Amlaíb casó con Máelcorcre inghean Dúnlainge (n. 1000), hija de Dúnlaing mac Tuathail, rey de Leinster y fruto de esa unión nacerían dos hijos:
- Radnaillt (n. 1030, princesa de Dublín), que casaría con Cynan Tywysawg de Gales y serían padres de Gruffydd ap Cynan.[8]
- Sutric mac Amlaíb (n. 1020, con título de rey de Dublín), que casaría con Nest ferch Tewdwr Mawr, hija de Tewdwr Mawr ap Cadell de Gales y serían padres de Eidio Wyllt mac Sutric, arglwydd de Llywel.[9]

### Rey de Dublín

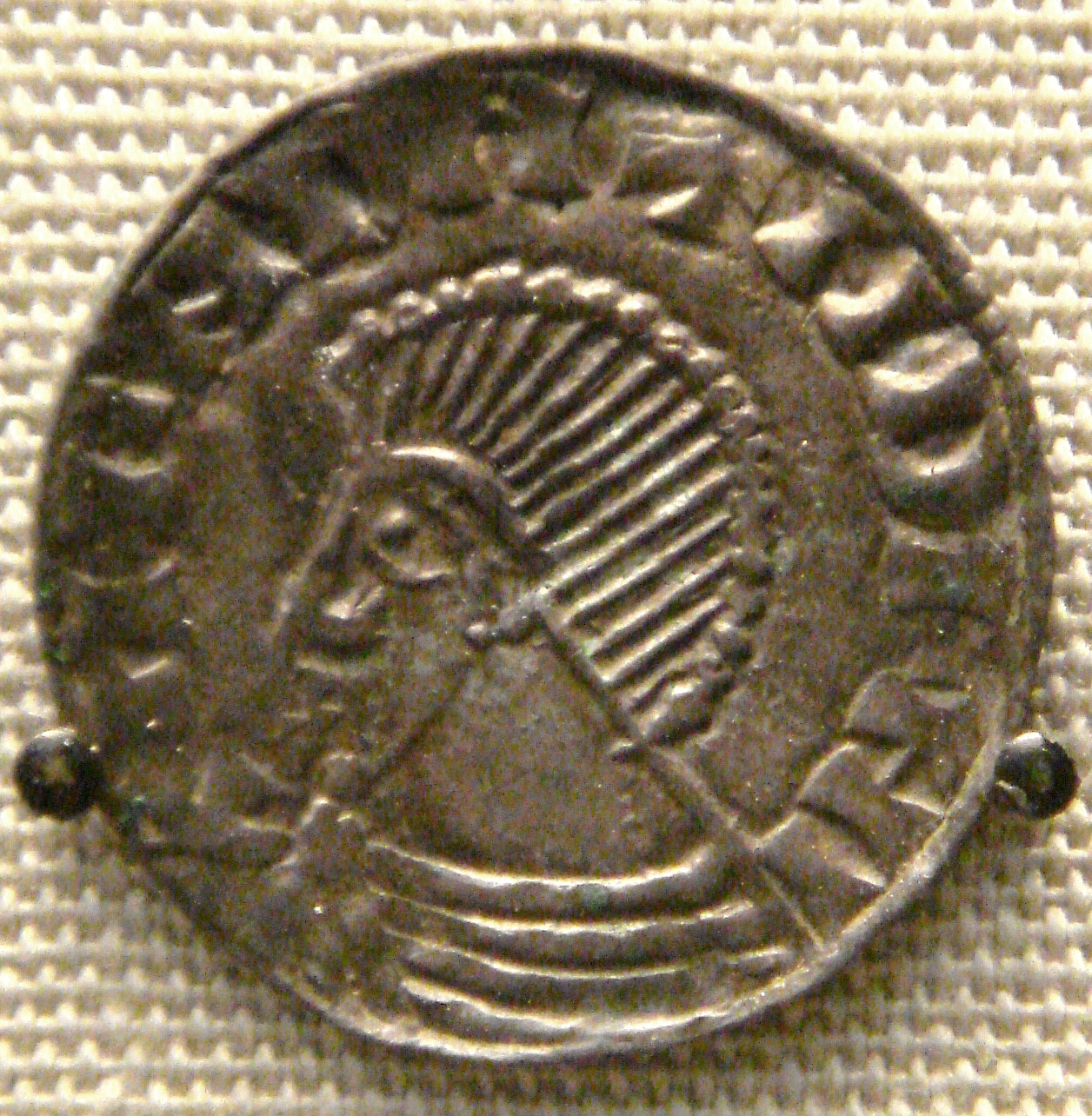
Moneda póstuma de "Sihtric" acuñada en Dublín en torno a 1050, actualmente en el British Museum.

Sygtrygg sucedió a su hermanastro Glúniairn como rey de Dublín en 989. Los anales irlandeses registran curiosamente muy poca información acerca de Sigtrygg, su familia y Dublín durante los cinco primeros años de su reinado. La razón de este silencio sería la llegada del futuro rey de Noruega, Olaf Tryggvason, que fijó su residencia en Dublín durante algunos años tras casarse con Gytha, hermana de Sigtrygg. Tryggvason había conocido a Gytha durante una serie de ataques en las costas del Mar de Irlanda. La presencia de un poderoso líder vikingo en Dublín puso freno a los continuos ataques irlandeses, y Tryggvason pudo haber ayudado a Sigtrygg asolando las tierras de sus enemigos y debilitándolos.
El regreso de Tryggvason a Noruega en 994 coincidió con la expulsión temporal de Sigtrygg de Dublín a manos del rey vikingo Ivar de Waterford. El ejército de Ivar, formado por menos de 120 hombres nos da una idea de las pequeñas dimensiones de los ejércitos de la época. De todos modos, al año siguiente, Sigtrygg pudo regresar a Dublín y atacó, junto a su sobrino Muirchertach Ua Congalaich la iglesia de Donaghpatrick en Meath. Como represalia, Máel Sechnaill entró en Dublín y se llevó el anillo de Thor y la espada de Carlus. En 997, Sigtrygg atacó los monasterios de Kells y Clonard., pero en 998 la alianza entre Máel Sechnaill y Brian Boru, rey de Munster, obligó al nórdico a someterse a los irlandeses y entregar rehenes.
Estos sucesos hicieron comprender a Sigtrygg que Dublín era un objetivo atractivo para los gobernantes de los alrededores por su riqueza y su comercio, lo que le llevó a buscar nuevos y poderosos aliados y a edificar murallas para la protección de la ciudad; el reino de Dublín era incapaz de dotar a la ciudad de los recursos necesarios para entablar una lucha de igualdad con los poderosos príncipes irlandeses. Buscó en primer lugar el apoyo de su tío materno Máel Mórda, Rey de los Uí Fáeláin del norte de Leinster. y en 999 derrotaron al rey de Leinster Donnchad mac Domhnaill, al que encarcelaron en Dublín.

### Primera revuelta de Leinster
Ese mismo año, los hombres de Leinster, históricamente reacios al dominio tanto de los Uí Néill como de Munster, se aliaron con los vikingos de Dublín y se levantaron contra Brian Boru. Esto propició una nueva alianza entre Sigtrygg y Maél Mórda. El ejército de Brian infligió una severa derrota a la coalición de Leinster y Dublín en la batalla de Glenmama y, tras la victoria, atacó la ciudad de Dublín. Según el Cogad Gáedel re Gallaib, relato del siglo XII, Brian permaneció en Dublín bien desde Navidad hasta Reyes o desde Navidad hasta Santa Brígida, 1 de febrero. Los Anales de Ulster datan la batalla el 30 de diciembre de 999, mientras que los Anales de Inisfallen afirman que Brian tomó Dublín el 1 de enero de 1000. En cualquier caso, en el año 1000, Brian saqueó la ciudad, incendió la fortaleza nórdica y expulsó a Sigtrygg.
Según el Cogadh, Sigtrygg se dirigió al norte y pidió ayuda, primero a los Ulaid y luego a Aéd de los Cenél nEógain. Ambas tribus se negaron a ayudarle. Finalmente, decidió someterse a Brian y entregó rehenes, tras lo que fue restaurado en el trono de Dublín, unos tres meses antes de que Brian levantara su ocupación en febrero. Entretanto, Sigtrygg se dedicó a la piratería, siendo el posible responsable de un ataque realizado contra Saint David en Gales.
Para reforzar los lazos, Sigtrygg contrajo matrimonio con una de las hijas del primer matrimonio de Brian, en tanto que Brian tomó por esposa a la madre de Sigtrygg, Gormflaith, que se casaba por tercera vez.

### Los años entre las revueltas

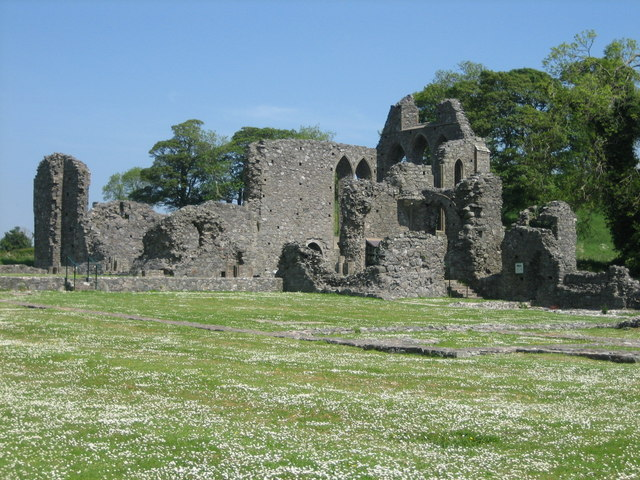
Inch Abbey (Inis Cumhscraigh), saqueada por Sigtrygg en 1002.

Mientras los hombres de Sigtrygg sirvieron a las órdenes de Brian, Dublín vivió un periodo sostenido de tranquilidad. El vikingo nunca olvidó el rechazo de los Ulaid tras su expulsión de Dublín en 999 y en 1002 se resarció cuando sus tropas lucharon en las campañas del Ulster de Brian Boru y saquearon las tierras de los Ulaid. Por otra parte, utilizó su flota para atacar el Ulster, saqueando Kilclief e Inis Cumhscraigh, y haciendo gran cantidad de prisioneros en ambas acciones. Brian la utilizó contras los Ulaid nuevamente en 1005 y contra los Ui Neill del norte en 1006 y 1007. Con la sumisión de Tirconnell, el último reino de los Uí Néill del norte en 1011, Brian fue reconocido formalmente como Rey Supremo en toda la isla.
La saga islandesa bajomedieval Saga de Gunnlaug Lengua de Serpiente. nos ofrece un panorama del reinado de Sigtrygg durante aquellos años. Solo sobrevive de forma fragmentaria en los versos de Sigtryggsdrápa, una drápa compuesta por el escaldo Gunnlaug Illugason, que visitó la corte dublinesa de Sigtrygg. Los versos elogian a Sigtrygg por su linaje regio y muestran Dublín como una bulliciosa ciudad portuaria. Los hallazgos de restos de barcos, oro, ropas y fichas de juegos parece confirmar la descripción. Según el texto, Sigtrygg consideró recompensar al poeta con barcos y oro, aunque finalmente decidió regalarle ropa nueva.

### Segunda revuelta de Leinster

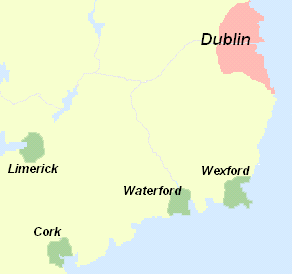
Asentamientos vikingos de Cork, Limerick, Waterford y Wexford
(Parte del Reino de Munster, controlado por Boru)
Reino de Dublín, controlado por Sigtrygg.

En algún momento de la década de 1010, Brian Boru decidió divorciarse de Gormflaith, y la reina comenzó a intrigar contra el Rey Supremo. En 1012, las relaciones entre Boru y Leinster habían llegado a tal punto que la rebelión estalló de nuevo. Sigtrygg se alió con los ejércitos de su tío Máel Mórda, principal líder de la revuelta, que contaba además con los apoyos de Ua Ruairc, y Ua Néill, entre otros. Los rebeldes consiguieron derrotar a Máel Sechnaill, rey de Meath y principal aliado de Boru cerca de la población de Swords sin que el Ard ri pudiera hacer nada para ayudarlo.
Sigtrygg envió entonces a su hijo Oleif al frente de una flota enviada al sur de Munster para quemar la ciudad de Cork. La flota atacó también Cape Clear, y parece que fue capaz de derrumbar el poder marítimo de Brian, que se hallaba concentrado en Cork.
Según la Njál's saga, Gormflaith "insistía mucho a su hijo Sigtrygg para que matara al rey Brian", y con ese propósito Sigtrygg buscó el apoyo de Sigurd el Fuerte, conde de Orkney y de los hermanos Brodir y Ospak de Man a cualquier precio.
El dublinés llegó a Orkney para la celebración de Yule, durante la que se sentó en un gran asiento entre el conde Sigurd de Orkney y el conde Gilli de las islas del sur.
 La saga también deja constancia de que Sigtrygg parecía mucho más interesado en la muerte y quema de la hacienda de Njáll Þorgeirsson de Bergþórshvoll y sus consecuencias. Más tarde, Sigtrygg propuso a Sigurd unirse a él contra Brian Boru. Pese a sus dudas iniciales, y contra el consejo de sus hombres, Sigurd accedió finalmente y acordó presentarse en Dublín el Domingo de Ramos con todas sus tropas, a condición de que, si lograba matar a Brian, se casaría con Gormflaith y se convertiría en Rey de Irlanda.
A continuación, Sigtrygg se dirigió a Man, donde convenció igualmente a Bróðir de presentarse en Dublín en la misma fecha, prometiéndole igualmente la mano de Gormflaith y reinar en Irlanda; los términos de este acuerdo, sin embargo, quedarían en secreto. Por su parte, Óspak, el hermano de Bróðir, no aceptó el acuerdo, negándose a "luchar contra un rey tan bueno".
Los dos ejércitos se enfrentaron en la batalla de Clontarf el Viernes Santo de 1014, donde morirían muchos de los principales jefes de los ejércitos, tanto en el bando de Brian Boru como en el de Sigtrygg; el ejército de Munster perdió al propio Brian Boru, y a su hijo Murchad, en tanto que Máel Mórda, Sigurd y Bróðir cayeron en la coalición de Leinster y Nórdicos. Según las fuentes irlandesas, Sigtrygg no tomó parte en la batalla, sino que permaneció en Dublín con las tropas de reserva. El Cogadh Gaedhil re Gallaibh recoge que Sigtrygg observaba el desarrollo de la batalla y los movimientos de las tropas desde las murallas de su fortaleza. Como escribe el moderno medievalista irlandés Donnchadh Ó Corráin, Sigtrygg "se mantuvo sabiamente en la ciudad y vivió para contarlo".
Sin embargo, fuentes escandinavas anteriores (en especial Orkneyinga saga, saga de Njál y las Darraðarljóð, escritas poco después de la batalla), afirman que Sigtrygg luchó valientemente en Clontarf. El Darraðarljóð, obra pagana que muestra la persistencia del paganismo en los vikingos de Dublín, describe a las valkirias siguiendo al joven rey Sigtrygg a la batalla. Según la saga de Njál, Sigtrygg estaba justo enfrente de las tropas de Óspak de Man, que finalmente le puso en fuga.

### El después de Clontarf
Inmediatamente después de la batalla de Clontarf, la suerte de Sigtrygg comenzó a declinar, incluso aunque él y su reino quedaran intactos. Máel Sechnaill, que había recuperado el título de Rey Supremo tras la muerte de Boru, fue indudablemente el mayor beneficiado por el desenlace de la batalla. En 1015 la plaga azotó los reinos de Dublín y Leinster, y Máel Sechnaill aprovechó la ocasión para marchar hacia el sur y devastar e incendiar los alrededores de Dublín. La alianza entre Sigtrygg y Leinster se disolvió definitivamente cuando el vikingo cegó en Dublín a su primo Bróen, hijo y heredero del rey Máel Morda.
En 1018, Sigtrygg saqueó el monasterio de Kells; "se llevó innumerable botín y prisioneros, y mató muchas personas en medio de la iglesia". Por los cautivos cobraría el correspondiente rescate o los vendería en el mercado de Dublín como esclavos. Sin embargo, fue derrotado en Delgany, Wicklow durante una incursión en 1021: el nuevo rey de Leinster, Augaire mac Dúnlainge, "hizo una espantosa masacre de extranjeros" en el reino de Breifne. En 1022 la flota de Dublín fue destruida en el Ulster por Niall mac Eochaid que apresó los barcos y las tripulaciones nórdicas.
Según el medievalista americano Benjamin Hudson, "las cosas fueron de mal en peor" para Sigtrygg tras la muerte del Ard rí Máel Sechnaill en 1022. Los príncipes irlandeses más importantes comenzaron a competir por la Corona Suprema, y la situación política irlandesa se volvió caótica debido a la falta de un líder superior al resto. Continuando con el relato, "Dublín se convirtió en un trofeo para aquellos que luchaban por el control de Irlanda y querían la riqueza de la ciudad para financiar sus ambiciones."

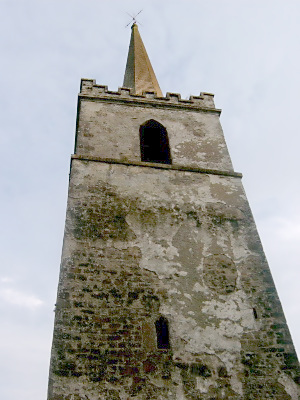
Torre medieval de la iglesia de Ardbraccan, condado de Meath, en la que Sigtrygg quemó a unos 200 hombres.

Sigtrygg tuvo que entregar rehenes a Flaithbertach Ua Néill, Rey de Cenél nEógain y de Uí Néill, y Donnchad mac Briain de Munster en 1025 y 1026 respectivamente para responder de su apoyo a la Corona Suprema. Sin embargo, Niall mac Eocada de los Ulaid asaltó Dublín en 1026 en represalia por el ataque naval de 1022. Sigtrygg se vio obligado a pactar entonces con Brega. En 1027, su hijo Olaf se unió a lo ejércitos de Donnchad de Brega para realizar un asalto a Staholmock, en Meath. El ejército conjunto de Sigtrygg y Donnchad fue derrotado por las tropas de Roen Ua Mael Sechlainn, rey de Mide. Sin embargo, Sigtrygg volvió a la lucha y combatió en una batalla en Lickblaw donde Donnchad y Roen resultaron muertos.
No obstante, en 1029, Mathghamhain Ua Riagain, nuevo señor de Brega capturó al hijo de Sigtrygg, que tuvo que pagar un cuantioso rescate para recuperarlo (1.200 cabezas de ganado) y aceptar gravosas condiciones de paz que incluían el pago adicional de 140 caballos británicos, 60 onzas de oro y plata, "la espada de Carlus", los rehenes irlandeses de Leinster y Leath Cuinn, y entregar "cuatro rehenes a Ua Riagain como garantía de paz, y el valor total de la vida del tercer rehén" Además, Sigtrygg tendría que entregar otras 80 vacas a los hombres que fueran a Dublín a recoger el pago del rescate de Olaf. El incidente permite comprobar la importancia de los secuestros de nobles, que permitía incrementar las ganancias propias agotando además los recursos del enemigo.
La década de 1030 trajo nuevas oportunidades para Sigtrygg y Dublín. En 1030 se alió con Canuto el Grande de Inglaterra para asaltar Gales con sus flotas. Se estableció una colonia de Dublín en el principado de Gwynedd, y durante los años posteriores, Sigtrygg alcanzó la cúspide de su poder. En 1032 derrotó a una coalición formada por Conailli, Ui Tortain, y Ui Meith únicamente con sus tropas,: 300 hombres fueron muertos o capturados en la conocida como batalla de Inbher Boinne. En 1035 destruyó la iglesia de piedra de Ardbraccan en Meath, quemando vivos a 200 hombres en su interior y llevándose prisioneros a otros 200. En respuesta, Conchobhar Ua Maeleachlainn asoló la iglesia de Swords, llevándose ganado y prisioneros.
Mientras tanto, Sigtrygg ejecutaba en Dublín al señor nórdico de Waterford, Ragnall, nieto del Ivar que había expulsado a Sigtrygg de Dublín en 994. Pero en 1036 Echmarcach mac Ragnaill, Señor de las Islas, obligó a abdicar a Sigtrygg, que marchó al exilio, donde murió en algún momento de 1042.

## Descendencia y legado

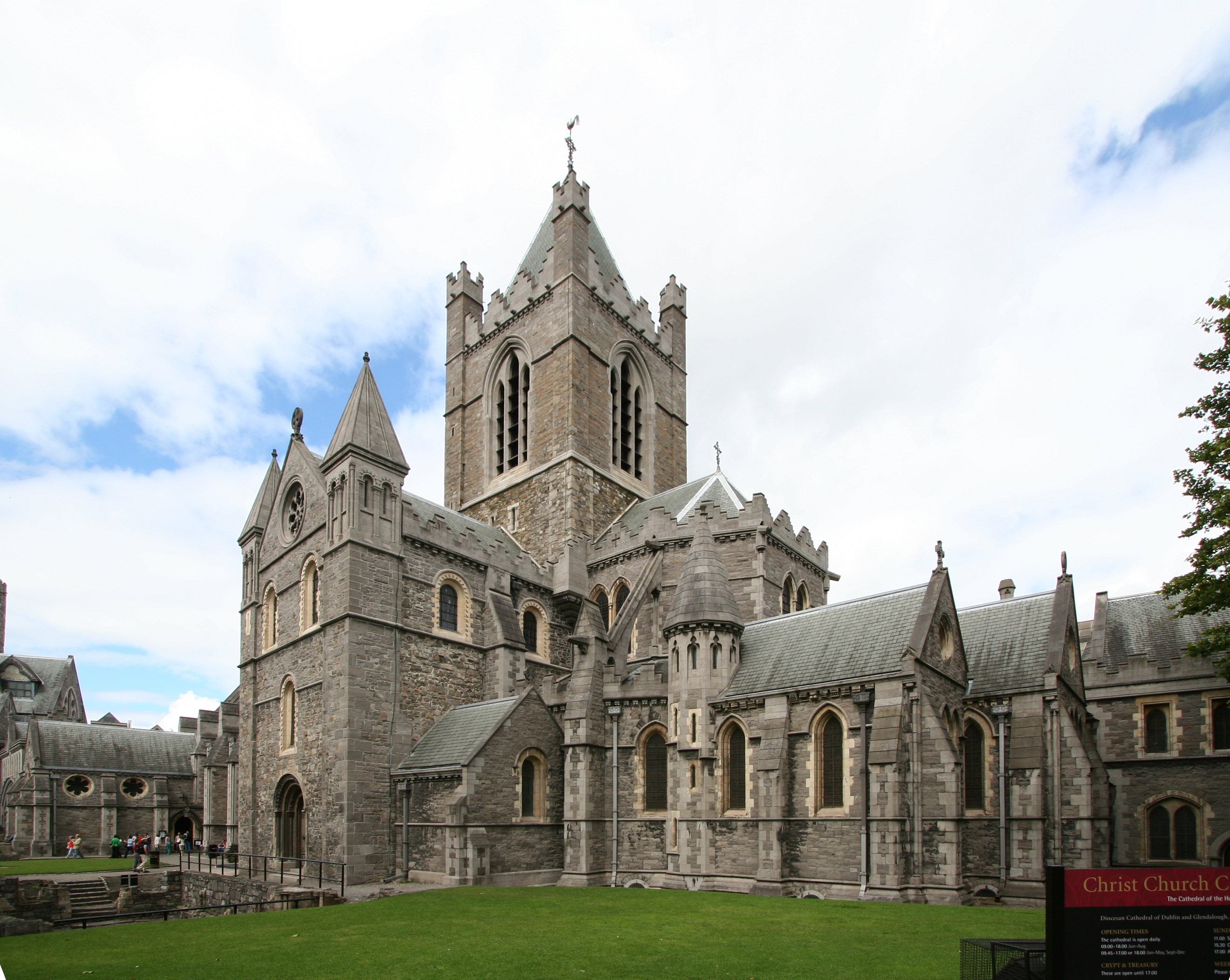
Catedral de Christ Church, Dublín, fundada por Sigtrygg en 1038.

Sigtrygg estuvo casado con Sláine, una de las hijas de Brian Boru, matrimonio del que nació Olaf (muerto en 1034). Según los Anales de los cuatro maestros, Olaf "fue asesinado por los sajones" durante un viaje de peregrinación a Roma. Le sobrevivió Ragnhild, de la que descenderían los reyes de Gwynedd.
Además de con Sláine, Sigtrygg tuvo otros cinco hijos: Artalach (d. 999), Oleif (d. 1013), Godfrey (d. 1036), Glúniairn (d. 1031) y Cellach (d. 1042). Los anales dejan constancia de la muerte de Oleif, "hijo del Señor de los extranjeros", que fue asesinado como venganza por el incendio de Cork. Glúniairn murió a manos de las tribus del sur de Brega en 1031. Godfrey fue asesinado en Gales en 1036 por un tal Sitric, "hijo de Glúniairn"; este Glúniairn pudo haber sido el medio hermano y predecesor de Sigtrygg en el trono de Dublín, lo que convertiría a Godfrey y su asesino en primos carnales. La hija de Sigtrygg, Cellach, murió el mimo año que su padre.
Sigtrygg fue también, según el Oxford Dictionary of National Biography, "un mecenas de las artes, benefactor de la iglesia y reformador de la economía". En la década de 990, creó la primera ceca de Irlanda en Dublín. Estableció el arzobispado de Dublín y en 1028 peregrinó a Roma. De alguna forma fue el introductor del sistema romano de diócesis en Irlanda, uno de los principales resultados de la reforma eclesiástica irlandesa del siglo XI. Fundó la Catedral de Christ Church en 1038, la construcción de piedra más antigua de Dublín, la catedral más antigua de Irlanda y la única catedral de las islas británicas que tiene origen danés. Christ Church fue reconstruida tras la invasión normanda por Richard FitzGilbert de Clare en 1172